# Sorbus pseudofennica
Sorbus pseudofennica (лат.) — кустарник или небольшое дерево, вид рода Рябина (Sorbus) семейства Розовые (Rosaceae), эндемик острова Арран на западе Шотландии.

## Экология

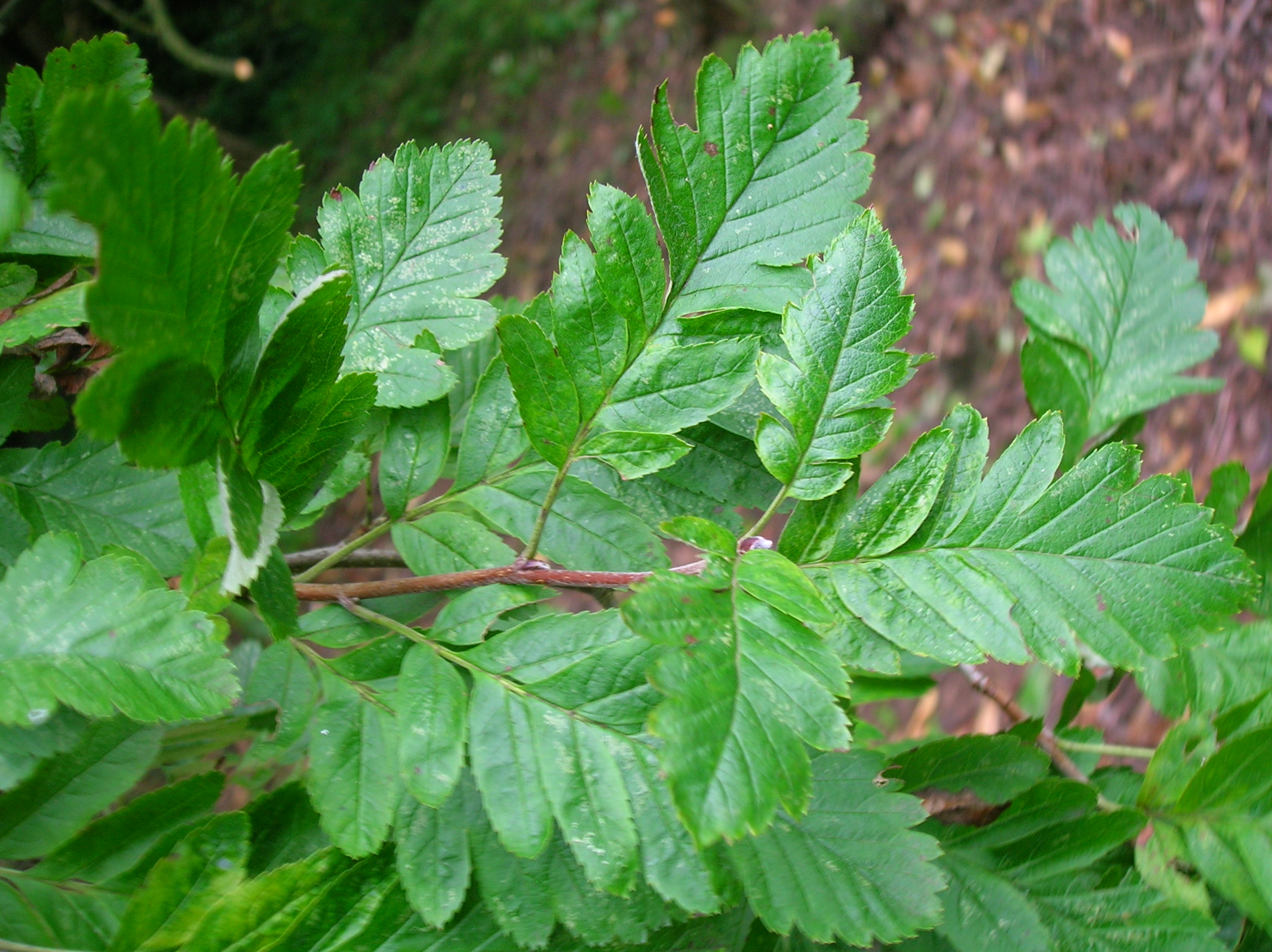
Листья Sorbus pseudofennica

Sorbus pseudofennica — кустарник или небольшое дерево. Считается, что это встречающийся в природе гибрид между Sorbus arranensis и рябины обыкновенной (Sorbus aucuparia), вероятно, с дополнительным обратным скрещиванием с рябиной обыкновенной. Sorbus arranensis сам по себе является гибридом Sorbus rupicola и рябины обыкновенной. Апомиксис и гибридизация обычны для некоторых групп видов рода рябины.

## Распространение и местообитание
Sorbus pseudofennica встречается только на севере острова Арран в Шотландии рядом с другим угрожаемым видом рябины, Sorbus arranensis. Считается, что этот вид развился изолированно на острове со времени последнего оледенения почти 11 500 лет назад и на протяжении тысячелетий был составной частью местных лесов.
Местообитание Sorbus pseudofennica ограничено ущельями с крутыми склонами и скалистыми обнажениями в северной части острова. Растёт на каменистых сторонах ущелий ручьёв и гранитных скал, а также на каменистых вересковых пустошах и иногда встречается на более плоской, хорошо дренированной земле у русла ручья.

## Охранный статус
Ареал вида составляет всего 16 км² и ему в основном угрожает потеря среды обитания. Ухудшение окружающих лесных массивов привело к более суровым погодным условиям в дополнению к расширению пастбищных угодий. На острове часто бывают сильные ветры и проливные дожди, которые повреждают деревья и задерживают их рост (что, в свою очередь, приводит к потере репродуктивного потенциала). Деревьям также угрожают зайцы и олени.
Усилия по сохранению вида направлены на увеличение площади окружающих лесов, чтобы обеспечить деревьям укрытие и снизить эрозию почвы.